# Tom Drury
Pour les articles homonymes, voir Drury.
Œuvres principales
- La Fin du vandalisme

Tom Drury, né en 1956 dans l’Iowa, est un écrivain américain.

## Œuvres

### Romans
- (en) In Our state, Paradigm Press, 1989
- La Fin du vandalisme, Cambourakis, 2013 ((en) The End of Vandalism, 1994)
- (en) The Black Brook, Houghton Mifflin, 1998
- Les Fantômes voyageurs, Cambourakis, 2015 ((en) Hunts in Dreams, 2000)
- La Contrée immobile, Cambourakis, 2012 ((en) The Driftless Area, 2006)[1],[2]
- Pacifique, Cambourakis, 2017 ((en) Pacific, Grove Press / Atlantic Monthly Press, 2012)